# Gephi

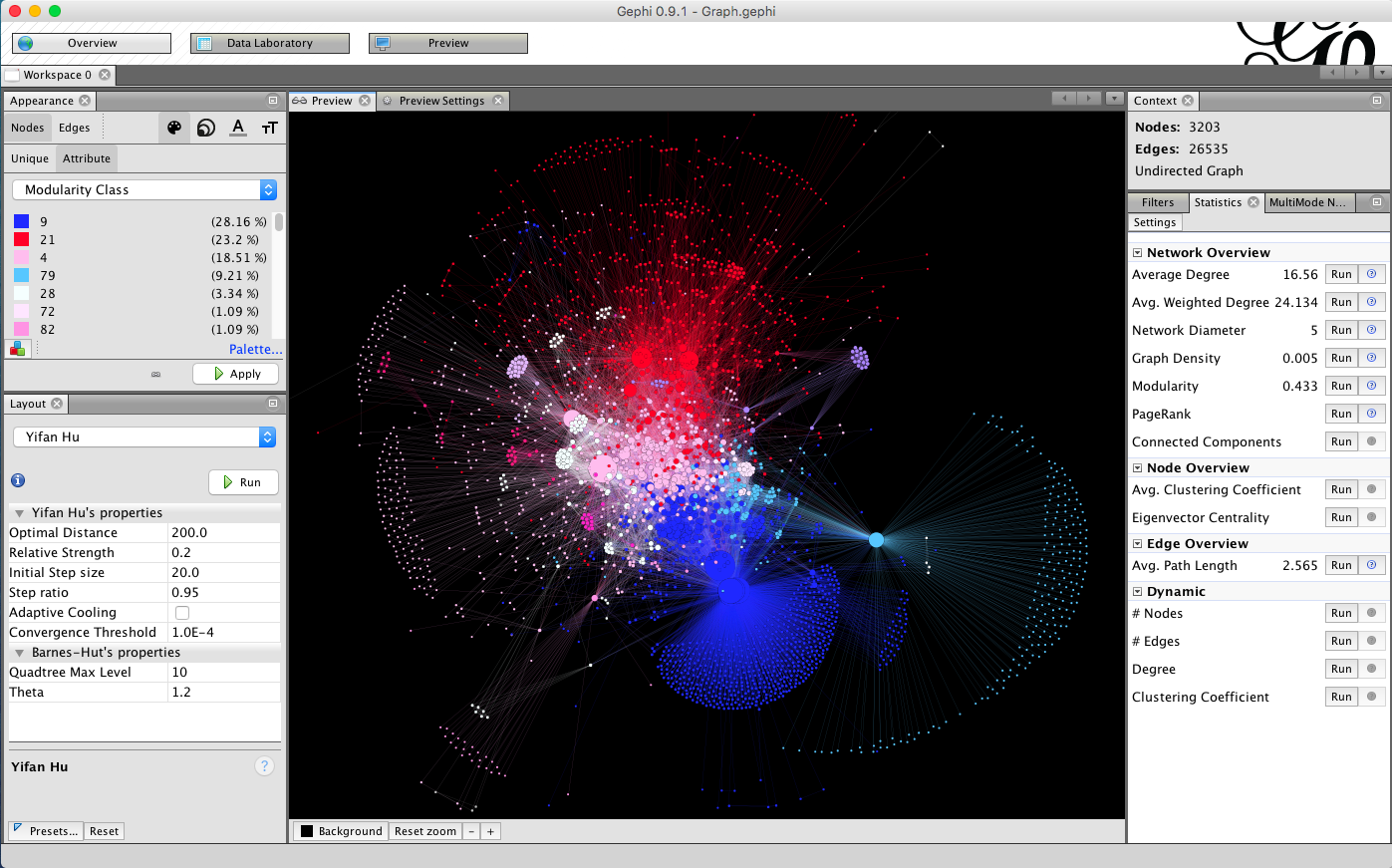

Gephi是基于NetBeans平台和Java的开源网络分析和可视化软件。 它可用於研究單詞共現分析。例如，之前的研究用它來研究在推特上關於澳大利亞建築業使用的人工智能技術一起出現的單詞。

## 历史
版本0.6.0，0.7.0，0.8.0，0.8.1 和 0.8.2 分别于2008，2010，2011，2012和2013年发布。最新版本为2015年12月发布的0.9.0版本，并于2016年2月和2017年9月更新（分别为版本0.9.1和0.9.2）。